# 劉啟光
劉啟光（1905年5月7日—1968年3月2日），本名侯朝宗，嘉義縣六腳鄉人。他早年投身於農民與社會運動，後來因故成為間諜，並曾加入中國共產主義青年團從事學生運動及台灣獨立運動。後來，他加入中統（一說他隸屬軍統系）並改名劉啟光，於中國抗日戰爭時從事對日方宣傳的工作，後又參與臺灣接收事務。此後，他曾任官派新竹縣縣長、華南商業銀行董事長等職。
他在二二八事件後續處理中被認定有重大涉入或影響。

## 生平

### 早年
1905年，侯朝宗出生於日治臺灣嘉義廳樸仔腳六腳佃。後來，他先後就讀於蒜頭公學校（今蒜頭國小前身）、嘉義簡易商業學校（一說臺灣公立嘉義農林學校）、臺灣總督府臺南師範學校（1921年入學）等。
1923年，他在蒜頭公學校擔任教員；1926年，由於無法接受日資製糖會社壓迫蔗農而批評日本當局，他旋即遭解職。不久，他參與臺灣農民組合成立並當選中央委員，與王萬得、簡吉、陳崑崙、趙港、楊逵、李天生、李應章、許分一起從事農民運動與其他社會運動。
後來，由於臺灣農民組合與日本共產黨台灣民族支部日趨結合，導致日本當局大搜捕；簡吉、陳崑崙、李應章等遭捕入獄，侯朝宗透過李天生協助偷渡廈門。 然而，有日本學者研究發現在臺灣總督府警務局保安課的資料中，侯朝宗早在大搜捕時期即遭當局以減刑為誘因吸收成為間諜，被委派從事蒐集廈門地區情報的任務，並在就讀上海大學期間，由日本位在上海的情報機構秘密送回台灣彙報三次。

### 雙面諜
由於侯朝宗的共黨背景，到廈門後獲得當地台灣留學生詹以昌、王天強等的支持，加入共產黨外共青團組織從事學生運動，並曾經與反日的台灣共產黨員翁澤生、謝雪紅、蔡孝乾、林日高等一起推動反日本帝國主義殖民的台灣獨立運動，延續一貫反日侵略的左翼社會運動路線。這個時期侯朝宗與翁澤生、林日高經常從事地下活動，並曾經與蔡孝乾前往上海大學學習過社會主義。
1931年九一八事變後，侯朝宗加入國民政府成立宋哲元所屬的冀察政務委員會，1937年抗戰爆發後侯朝宗改名劉啟光，在重慶軍事委員會總政治部從事對日宣傳的工作，不久升任第三戰區少將兼中央設計委員會專員，根據侯朝宗1940年寫給朱家驊的信件中提及「長年任職於統計局」，顯示侯朝宗在1931年至1937年這段期間因為中共遭到圍剿而被中統所吸收。
1940年開始參與接收台灣的工作，出任國民黨台灣黨部籌備處秘書，台灣工作團主任，與李友邦、翁俊明協調組織「台灣革命團體聯合會」，隨著各地的台灣團體紛紛加入，並於1941年2月成立「台灣革命同盟會」，然而，此時出現了組織機密洩漏的事件，使得台灣義勇軍、台灣革命同盟會將劉啟光除名。

### 接收與復員
1945年台灣被中華民國接管，劉啟光擔任台灣行政長官公署參議，協助國民政府接收台灣工作，以少將身分返回故里，曾經造成轟動六腳全鄉。
1946年，劉啟光接任官派第二任新竹縣縣長，立即提拔過去台灣農民組合戰友簡吉擔任水利會工作，任內為抗日犧牲同志興建忠烈祠，領養病死獄中的老戰友趙港的遺孤。1946年7月與丘念台、李翼中、李忠等創辦《台灣評論》，邀集楊逵與王萬得、蘇新、廖瑞發等老農組成員參與編輯工作。

### 政壇失意的晚年

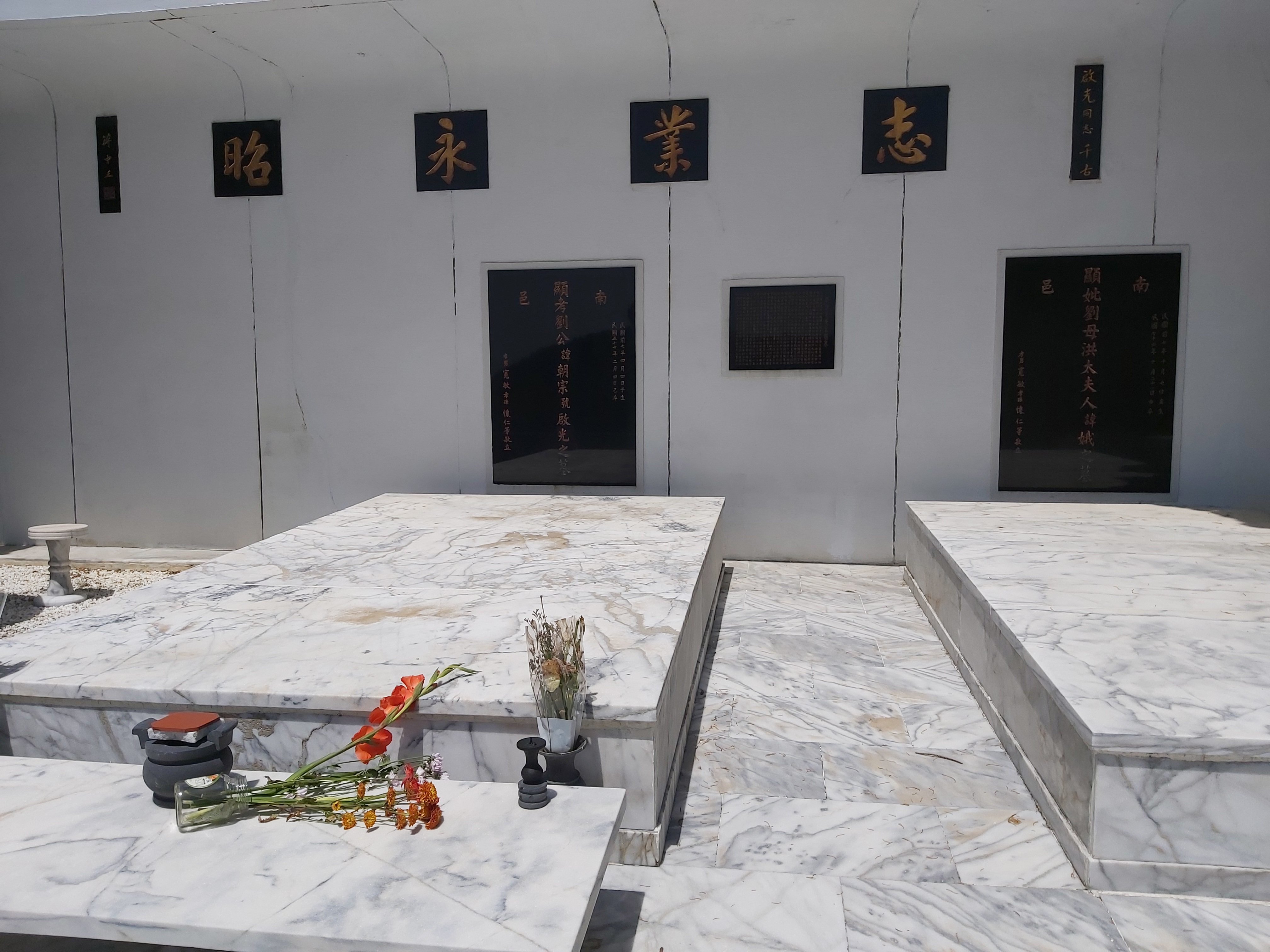
劉啟光於陽明山第一公墓內的墓地

劉啟光歷任台灣中華國貨公司、高雄百貨公司、台灣火柴公司董事長、台灣省政府委員、臨時省議員等職。因輔選林金生（林懷民之父）競選嘉義縣長失利，而失意於政壇，晚年自號「了然居士」。至過世為止皆擔任華銀董事長之職。

## 二二八相關事件
由於國府在對日抗戰期間即有懲治漢奸的前例，戰後更是大張旗鼓，台灣曾受日本統治，許多仕紳階層都被打為親日派，人心惶惶。劉啟光由於過往社會運動路線，在戰後兩起清算日治時期台灣資本家事件中，被認為是關鍵人物。

### 黃媽典遇害
關於黃媽典醫師在二二八時遭到逮捕及槍決一事，嘉義縣志採訪相關人，指出黃媽典遭到當局逮捕與侯朝宗有關，由於劉啟光在台灣曾經歷大檢舉，對於親日派資本家更視為是帶批判的對象，因此許多訪談中認為黃媽典之死與劉啟光有關。

## 爭議
劉啟光與蔡孝乾曾經非常熟識，相關文獻並未顯示劉啟光日後曾經加入省工委的活動，但在1955年林日高遭判死刑槍決時，劉啟光曾經拜訪過谷正文，根據谷正文的說法，他曾經多次詢問劉啟光是不是共產黨，如果是建議他自首，劉啟光直說：「我實在不是，叫我怎麼自首？」，然而，劉啟光擔心早年與林日高、蔡孝乾等共產黨員熟識的往事曝光，對他的身心造成影響，谷正文形容他是被嚇死的，顯見這種精神折磨對他造成的影響，谷正文提及張志忠與季澐遭槍決後，他們的兒子楊揚就是由情治人員領養長大，而楊揚長大後缺錢花用，曾經以張志忠寫給劉啟光的信威脅劉啟光，後來錢揮霍完再次找劉啟光信件就被劉啟光搶走撕毀，楊揚不久之後在台北自殺，生前曾經寫信給柏楊，不知情的柏楊登於報上並連繫劉啟光，柏楊為此被指控大力水手事件逮捕入獄，兩周後劉啟光即病逝。